# Führerausweis und Fahrberechtigung (Schweiz)

Schweizerischer Führerausweis (1. April 2003–14. April 2023)

Dieser Artikel behandelt die Sonderbestimmungen für den Führerausweis und die mit diesem dokumentierte Fahrberechtigung in der Schweiz.
Gesetzliche Grundlage ist, gestützt auf das Strassenverkehrsgesetz, die Verkehrszulassungsverordnung (VZV).
In der Schweiz gelten dieselben Regeln wie in der Europäischen Union, siehe Führerschein und Fahrerlaubnis (EU-Recht), mit Ausnahme einiger besonderen Bestimmungen:

## Führerausweis-Kategorien
Die Führerausweis-Kategorien wurden seit OPERA-3 grösstenteils den EU-Führerscheinklassen angeglichen (ausser F, G und M).
| Kategorie                     | Beschreibung | Mindestalter | Setzt voraus                                                                            | Schliesst ein                   |
| ----------------------------- | --- | ------------ | --------------------------------------------------------------------------------------- | ------------------------------- |
| A                             | Motorräder mit einer Motorleistung von >35 kW und einem Verhältnis von Motorleistung und Leergewicht > 0,2 kW/kg. | 18           | A (beschränkt)                                                                          | A (beschränkt), A1, B1, F, G, M |
| A (beschränkt)                | Motorräder mit einer Motorleistung von nicht mehr als 35 kW und einem Verhältnis von Motorleistung und Leergewicht von nicht mehr als 0,20 kW/kg | 18           | –                                                                                       | A1, B1, F, G, M                 |
| A1                            | Motorräder mit einem Hubraum von nicht mehr als 125 cm³ und einer Motorleistung von höchstens 11 kW (beim Umtausch des blauen Führerausweis, wenn Kategorie A1 erteilt wird: max. 50 cm³ bei Fremdzündungsmotoren oder höchstens 4 kW bei anderen Motoren)                                                                   | 16           | –                                                                                       | F, G, M                         |
| B                             | Motorwagen und dreirädrige Motorfahrzeuge (Trikes) mit einem maximalen Gesamtgewicht von 3,5 t und maximal 8 Plätzen ausser dem Führersitz, wahlweise mit einem Anhänger bis 750 kg Gesamtgewicht oder bis zur Höhe der Leermasse des Zugfahrzeugs bei einer zulässigen Gesamtmasse der Kombination von nicht mehr als 3,5 t | 17           | –                                                                                       | B1, F, G, M                     |
| B1                            | Klein- und dreirädrige Motorfahrzeuge mit einem Leergewicht von nicht mehr als 670 kg | 18           | –                                                                                       | F, G, M sowie Motorschlitten    |
| BE                            | Kombination aus einem Motorwagen der Kategorie B und einem Anhänger mit einem Gesamtgewicht von mehr als 750 kg | 17           | B (mind. Lernfahrausweis)                                                               | C1E**, DE**, D1E**              |
| C                             | Motorwagen mit einem Gesamtgewicht von mehr als 3,5 t; ausgenommen jene der Kat. D, wahlweise in Kombination mit einem Anhänger bis 750 kg Gesamtgewicht | 18           | B (mind. Lernfahrausweis)                                                               | BE, C1E, DE**, D1E**            |
| CE                            | Fahrzeugkombination aus einem Motorwagen der Kategorie C als Zugfahrzeug und einem Anhänger/Sattelauflieger mit einem Gesamtgewicht von mehr als 750 kg | 18           | B, C (mind. Lernfahrausweis)                                                            | BE, C1E, DE**, D1E**            |
| C1                            | Motorwagen mit einem Gesamtgewicht von mehr als 3,5 t bis maximal 7,5 t, wahlweise in Kombination mit einem Anhänger bis 750 kg Gesamtgewicht | 18           | B (mind. Lernfahrausweis)                                                               | B, B1, F, G, M                  |
| C1E                           | Kombination aus einem Motorwagen der Kategorie C1 und einem Anhänger oder Sattelauflieger mit einem Gesamtgewicht von mehr als 750 kg; das maximale Gesamtzugsgewicht darf 12 t nicht übersteigen | 18           | B, C1 (mind. Lernfahrausweise)                                                          | BE, DE**, D1E**                 |
| D                             | Motorwagen zum Personentransport mit mehr als 8 Plätzen ausser dem Führersitz, wahlweise in Kombination mit einem Anhänger bis 750 kg Gesamtgewicht | 21           | B (mind. 2 Jahre) oder C (mind. 3 Monate)                                               | B, B1, C1, D1, F, G, M, BPT     |
| D1                            | Motorwagen zum Personentransport mit mehr als 8, aber nicht mehr als 16 Plätzen ausser dem Führersitz* | 21           | B                                                                                       | B, B1, C1, F, G, M, BPT         |
| D1 (3,5t), nur Bestandsschutz | Motorwagen zum Personentransport bis 3,5 t Gesamtgewicht mit mehr als 8, aber nicht mehr als 16 Plätzen ausser dem Führersitz* | –            | Kategorie D2 des Blauen Führerausweises (1991-2003)* bzw. Blauer Führerausweis vor 1991 | –                               |
| D1E                           | Kombination aus einem Motorwagen zum Personentransport der Kategorie D1 und einem Anhänger mit einem Gesamtgewicht von mehr als 750 kg | 21           | D1 (mind. Lernfahrausweis)                                                              | BE, C1E, DE**                   |
| DE                            | Kombination aus einem Motorwagen zum Personentransport der Kategorie D und einem Anhänger mit einem Gesamtgewicht von mehr als 750 kg | 21           | D (mind. Lernfahrausweis)                                                               | BE, C1E, D1E                    |

* Die ehemalige Kategorie D2 wird nun als auf 3.5t beschränkte Kategorie D1 erteilt. Sie erlaubt das Führen von Kleinbussen bis 3.5 t. Die Fahrzeugzulassung war bisher auf 17 Plätze incl. Fahrer (16+1) beschränkt; seit 2011 werden jedoch nur noch Kleinbusse bis 15 Plätze hergestellt resp. zugelassen. Für Kleinbusse über 3.5 t bis 17 Plätzen ist die unbeschränkte Kategorie D1 erforderlich.
Sollte die Kategorie D1 sowohl den Code 3,5t als auch den Code 106 enthalten, ist das Führen eines Minibusses bis 3,5 Tonnen zum Personentransport mit mehr als 16 Plätzen im Binnenverkehr erlaubt.
** sofern im Besitz der Führerausweiskategorie für das entsprechende Zugfahrzeug
| Kategorie | Beschreibung | Mindestalter | Setzt voraus        | Schliesst ein |
| --------- | --- | --- | ------------------- | --- |
| F         | Motorfahrzeuge, ausgenommen Motorräder, mit einer Höchstgeschwindigkeit bis 45 km/h. | - 16 Jahre: Arbeitsmotorfahrzeuge und Traktoren mit einer Höchstgeschwindigkeit bis 45 km/h sowie Motorkarren und landwirtschaftliche Fahrzeuge - 18 Jahre: die übrigen Fahrzeuge der Spezialkategorie F | –                   | G, M |
| G         | Land- und forstwirtschaftliche Motorfahrzeuge mit einer Höchstgeschwindigkeit bis 30 km/h sowie gewerblich immatrikulierte Arbeitskarren, Motorkarren und Traktoren mit einer Höchstgeschwindigkeit bis 30 km/h auf land- und forstwirtschaftlichen Fahrten, unter Ausschluss der Ausnahmefahrzeuge. | 14 Jahre | –                   | - M - Sofern der Bewerber an einem vom ASTRA anerkannten Traktorfahrkurs teilgenommen hat, erhält er auch die Berechtigung (G40) zum Führen von landwirtschaftlichen Ausnahmefahrzeugen und Landwirtschaftstraktoren mit einer Höchstgeschwindigkeit bis 40 km/h sowie gewerblich immatrikulierten Traktoren mit einer Höchstgeschwindigkeit bis 40 km/h auf landwirtschaftlichen Fahrten (G40). |
| M         | Motorfahrräder | 14 Jahre | –                   | - Leichtmofas: Der Ausweisinhaber Kategorie M darf zudem Leichtmofas und andere Fahrzeuge, für welche kein Führerausweis erforderlich ist, vor dem Erreichen des 16. Altersjahres führen. - Elektro-Leichtmotorfahrrad („Elektrovelos“) mit einer Leistung bis max. 500 Watt, Tretunterstützung bis max. 25 km/h, bauartbedingte Höchstgeschwindigkeit bis max. 20 km/h: ab 14 Jahren Kategorie M, ab 16 Jahren kein Ausweis erforderlich. - Elektro-Motorfahrrad („Elektro-Mofas“ mit Mofanummer) mit einer Leistung bis max. 1000 Watt, Tretunterstützung bis max. 45 km/h, bauartbedingte Höchstgeschwindigkeit bis max. 30 km/h: ab 14 Jahren Kategorie M notwendig. |
| BPT       | Berufsmässiger Personentransport mit Fahrzeugen der Kategorien B oder C, der Unterkategorien B1 oder C1 oder der Spezialkategorie F. In der Kategorie D oder D1 ist die Bewilligung enthalten. | - 17 Jahre: für die Kategorie F - 19 Jahre: für die übrigen Kategorien | B, B1, C, C1 oder F | Wer die praktische Prüfung mit einem Fahrzeug der Kategorie B besteht, darf auch BPT mit Fahrzeugen der Kat. C (schwere Ambulanzen) oder der Unterkategorie C1 (schwere Personenwagen, Ambulanzen) durchführen, sofern er im Besitz der entsprechenden Führerausweiskategorie ist und den Führerausweis der Kategorie B (oder der Unterkategorie C1 oder der Kategorie C) seit mindestens einem Jahr klaglos besitzt. |

### Aufgehobene Kategorien
Im Zuge der Angleichung an die Regelungen in der EU entfielen 2003 zwei Kategorien; sie wurden jeweils in eine andere Kategorie überführt resp. integriert:
- Kategorie A2 (wurde in Kategorie B1 überführt)
- Kategorie D2 (mit Anpassung an EU-Recht aufgehoben; Fahrzeuge bis 3,5 t mit mehr als 9 Sitzplätzen zum nichtgewerbsmässigen Personentransport; sie wurde in Kategorie D1 integriert, die dazu aber auf max. 3.5 t gewichtsbeschränkt erteilt wird, Angabe im FAK als Kategorie D1 (3,5t))

Die Berechtigungen (wie auf bisherigem blauem Fahrausweis separat ausgewiesen) bleiben bei Prüfungen vor 2003 auch bei Umtausch des Fahrausweises in einen neuen im Kreditkartenformat bestehen. Um mit dem Wegfall der Kategorie D2 nicht auch die (nach wie vor bestehende) entsprechende Berechtigung zu entziehen, wird die Kategorie D1 erteilt, aber auf Fahrzeuge bis 3,5 t beschränkt. Zur Angleichung an die Neuregelung der EU-Fahrerlaubnisklassen wurde zum 1. April 2016 die Klasse A beschränkt von 25 kW auf 35 kW angehoben.

## Auflagen und Zusatzangaben im FAK (Führerausweis im Kreditkartenformat)
Die Auflagen und Zusatzangaben entsprechen grösstenteils die des EU-Führerscheins.

### Fahrer (medizinische Gründe)
| Code                      | Bedeutung |
| ------------------------- | --- |
| 01                        | Korrektur des Sehvermögens und/oder Augenschutz                                                                                        |
| 01.01                     | Brillen |
| 01.02                     | Kontaktlinsen |
| 01.03                     | Schutzgläser |
| 01.04                     | Opakgläser |
| 01.05                     | Augenschutz |
| 01.06                     | Brillen oder Kontaktlinsen |
| 02                        | Hörprothese/Kommunikationshilfe |
| 02.01                     | Hörprothese an einem Ohr |
| 02.02                     | Hörprothese an beiden Ohren |
| 03                        | Prothese/Orthese der Gliedmassen |
| 03.01                     | Prothese/Orthese der Arme |
| 03.02                     | Prothese/Orthese der Beine |
| 04                        | Muss ein gültiges ärztliches Attest mitführen                                                                                          |
| 05                        | Beschränkte Gültigkeit (Der Gebrauch von Untercodes ist verpflichtend; das Fahren unterliegt Beschränkungen aus medizinischen Gründen) |
| 05.01 (von ...h bis ...h) | Beschränkung auf Fahrten bei Tag (zum Beispiel: zwei Stunden nach Sonnenaufgang und eine Stunde vor Sonnenuntergang)                   |
| 05.02                     | Beschränkung auf Fahrten in einem Umkreis von … km des Wohnsitzes oder innerorts bzw. innerhalb der Region                             |
| 05.03                     | Nur Fahren ohne Mitfahrer |
| 05.04 (...km/h)           | Beschränkt auf Fahrzeuge mit einer höchstzulässigen Geschwindigkeit von nicht mehr als … km/h                                          |
| 05.05                     | Fahren nur mit Beifahrer, der im Besitz eines Führerausweises sein muss                                                                |
| 05.06                     | Ohne Anhänger |
| 05.07                     | Fahren auf Autobahnen nicht erlaubt |
| 05.08                     | Kein Alkohol |

### Fahrzeugspezifische Anpassungen
| Code  | Bedeutung |
| ----- | --- |
| 10    | Angepasste Schaltung |
| 10.01 | Handschaltung |
| 10.02 | Automatikgetriebe |
| 10.03 | Elektronisches Wechselgetriebe |
| 10.04 | Anpassung des Schalthebels |
| 10.05 | Zusätzliches Kraftübertragungsgetriebe nicht erlaubt                                                                               |
| 15    | Angepasste Kupplung |
| 15.01 | Angepasstes Kupplungspedal |
| 15.02 | Handkupplung |
| 15.03 | Automatische Kupplung |
| 15.04 | Trennwand vor abgeteiltem/heruntergeklapptem Kupplungspedal                                                                        |
| 20    | Angepasste Bremsmechanismen |
| 20.01 | Angepasstes Bremspedal |
| 20.02 | Verbreitertes Bremspedal |
| 20.03 | Bremspedal geeignet für Gebrauch mit dem linken Fuss                                                                               |
| 20.04 | Bremspedal (Fussraste) |
| 20.05 | Bremspedal (Kipppedal) |
| 20.06 | Angepasste Handbremse (Handbedienung)                                                                                              |
| 20.07 | Betriebsbremse mit verstärkter Servobremse                                                                                         |
| 20.08 | Verstärkte Hilfsbremse, in die Betriebsbremse integriert                                                                           |
| 20.09 | Angepasste Feststellbremse |
| 20.10 | Feststellbremse mit elektrischer Bedienung                                                                                         |
| 20.11 | (Angepasste) Feststellbremse mit Fussbedienung                                                                                     |
| 20.12 | Trennwand vor abgenommenem/heruntergeklapptem Bremspedal                                                                           |
| 20.13 | Mit dem Knie betriebene Bremse |
| 20.14 | Elektrisch betriebene Bremse |
| 25    | Angepasste Beschleunigungsmechanismen                                                                                              |
| 25.01 | Angepasstes Gaspedal |
| 25.02 | Gaspedal (Fussraste) |
| 25.03 | Gaspedal (Kipppedal) |
| 25.04 | Handgas |
| 25.05 | Beschleunigung mit dem Knie |
| 25.06 | Servogas (elektronisches, pneumatisches usw.)                                                                                      |
| 25.07 | Gaspedal links vom Bremspedal |
| 25.08 | Gaspedal links |
| 25.09 | Trennwand vor abgenommenem/heruntergeklapptem Gaspedal                                                                             |
| 30    | Angepasste kombinierte Gas- und Bremsmechanismen                                                                                   |
| 30.01 | Parallelpedale |
| 30.02 | Pedale auf der gleichen oder fast gleichen Ebene                                                                                   |
| 30.03 | Handgas und Handbremse mit Gleitschiene                                                                                            |
| 30.04 | Handgas und Handbremse mit Gleitschiene mit Orthese                                                                                |
| 30.05 | Abgenommenes/heruntergeklapptes Gas- und Bremspedal                                                                                |
| 30.06 | Bodenerhöhung |
| 30.07 | Trennwand seitlich des Bremspedals                                                                                                 |
| 30.08 | Trennwand seitlich des Bremspedals mit Prothese                                                                                    |
| 30.09 | Trennwand vor Gas- und Bremspedal                                                                                                  |
| 30.10 | Mit Fersen-/Beinstütze |
| 30.11 | Elektrisch betriebene Beschleunigung und Bremse                                                                                    |
| 35    | Angepasste Bedienvorrichtungen (Schalter für Licht, Scheibenwischer/-waschanlage, akustisches Signal, Fahrtrichtungsanzeiger usw.) |
| 35.01 | Bedienung der Schaltvorrichtungen ohne die Lenkung und die Bedienung nachteilig zu beeinflussen                                    |
| 35.02 | Bedienung der Schaltvorrichtungen ohne das Lenkrad/Zubehör (Drehknopf, Drehgabel usw.) loszulassen                                 |
| 35.03 | Bedienung der Schaltvorrichtungen mit der linken Hand, ohne das Lenkrad/Zubehör (Drehknopf, Drehgabel usw.) loszulassen            |
| 35.04 | Bedienung der Schaltvorrichtungen mit der rechten Hand, ohne das Lenkrad/Zubehör (Drehknopf, Drehgabel usw.) loszulassen           |
| 35.05 | Bedienung der Schaltvorrichtungen und Gas- und Bremsschaltung, ohne das Lenkrad/Zubehör (Drehknopf, Drehgabel usw.) loszulassen    |
| 40    | Angepasste Lenkung |
| 40.01 | Standardservolenkung |
| 40.02 | Verstärkte Servolenkung |
| 40.03 | Lenkung mit Hilfssystem erforderlich                                                                                               |
| 40.04 | Verlängerte Lenksäule |
| 40.05 | Angepasstes Lenkrad (mit verbreitertem und/oder verstärktem Teil, verkleinertem Lenkraddurchmesser usw.)                           |
| 40.06 | Höhenverstellbares Lenkrad |
| 40.07 | Senkrechtes Lenkrad |
| 40.08 | Waagerechtes Lenkrad |
| 40.09 | Fusslenkung |
| 40.10 | Andersartig angepasste Lenkung (Steuerknüppel usw.)                                                                                |
| 40.11 | Drehknopf am Lenkrad |
| 40.12 | Drehgabel am Lenkrad |
| 40.13 | Mit Orthese, Tenodese |
| 42    | Angepasste(r) Rückspiegel |
| 42.01 | (linker oder) rechter Aussenrückspiegel                                                                                            |
| 42.02 | Aussenrückspiegel auf dem Kotflügel                                                                                                |
| 42.03 | Zusätzlicher Innenrückspiegel mit Sichterweiterung                                                                                 |
| 42.04 | Innenrückspiegel mit Rundsicht |
| 42.05 | Rückspiegel für toten Winkel |
| 42.06 | Elektrisch bedienbare Aussenrückspiegel                                                                                            |
| 43    | Angepasster Führersitz |
| 43.01 | In der Höhe angepasster Führersitz in normalem Abstand zur Lenkung und zu den Pedalen                                              |
| 43.02 | Der Körperform angepasster Sitz |
| 43.03 | Führersitz mit Seitenstützen zur Verbesserung der Sitzstabilität                                                                   |
| 43.04 | Führersitz mit Armlehne |
| 43.05 | Verlängerte Gleitschiene des Führersitzes                                                                                          |
| 43.06 | Angepasster Sicherheitsgurt |
| 43.07 | Hosenträgergurt |
| 44    | Anpassungen des Motorrads (Verpflichtende Verwendung von Untercodes)                                                               |
| 44.01 | Einzeln gesteuerte Bremsen |
| 44.02 | (Angepasste) Handbremse (Vorder- und/oder Hinterrad)                                                                               |
| 44.03 | (Angepasste) Fussbremse (Hinterrad)                                                                                                |
| 44.04 | (Angepasster) Beschleunigungsmechanismus                                                                                           |
| 44.05 | (Angepasste) Handschaltung und Handkupplung                                                                                        |
| 44.06 | (Angepasste) Rückspiegel |
| 44.07 | (Angepasste) Bedienungselemente (Fahrtrichtungsanzeiger, Bremsleuchten, …)                                                         |
| 44.08 | Sitzhöhe muss im Sitzen die Berührung des Bodens mit beiden Füssen gleichzeitig ermöglichen                                        |

### Beschränkung auf ein bestimmtes Fahrzeug
| Code     | Bedeutung |
| -------- | --- |
| 45       | Motorrad nur mit Seitenwagen |
| 50 (...) | Beschränkung auf ein bestimmtes Fahrzeug (Angabe der Fahrgestell- oder der Stammnummer) |
| 51 (...) | Beschränkung auf ein Fahrzeug unter Angabe der Kontrollschildnummer Beispielsweise 51 (AG – 123456). Das bedeutet, dass nur das Motorfahrzeug mit dem Kontrollschild AG – 123456 gefahren werden darf. |

### Verwaltungsangelegenheiten
| Code     | Bedeutung |
| -------- | --- |
| 70 (...) | Umtausch des ausländischen Führerausweises [Ausweis-Nr. des ausländischen Führerausweises und das Landeszeichen in Klammern; beispielsweise: 70(12345321.D) |
| 71 (...) | Duplikat des Führerausweises (Ausweis-Nr.) und im Falle eines Führerausweises aus einem Drittland: Landeszeichen in Klammern; Beispiel: 71(12345321.D)      |
| 78       | Nur Fahrzeuge mit Automatikgetriebe |
| 79 (...) | Nur Fahrzeuge, die den in Klammern angegebenen Spezifikationen entsprechen                                                                                  |

### Nationale Beschränkungen und Zusatzangaben zu bestimmten Kategorien, Unterkategorien und Spezialkategorien (nur im Binnenverkehr gültig)
| Code                          | Bedeutung |
| ----------------------------- | --- |
| 101                           | Besondere Auflage (ausführliche Verfügung bei der ausweisausstellenden Behörde) |
| 35 kW                         | Motorräder nicht mehr als 35 kW und bis 0,20 kW/kg |
| 45 km/h                       | Motorräder der Unterkategorie A1 mit auf 45 km/h beschränkter Geschwindigkeit |
| 121                           | Kategorie B, B1 oder F: Berufsmässiger Personentransport |
| 122                           | Kategorie B, B1 oder F: Schüler-, Arbeiter-, Behindertentransport oder Ambulanzen, sowie berufsmässiger Personentransport mit Fahrzeugen, die eine bauartbedingte Höchstgeschwindigkeit von nicht mehr als 30 km/h erreichen (Art. 4 Abs. 1 Bst. a, b und c ARV 2) |
| 3,5t                          | Kategorie D1: Beim Umtausch der alten Kat. D2 (Übergangsrecht) |
| 106                           | Kategorie D1: Beim Umtausch der alten Kat. D1 und D2 (Übergangsrecht): Im Binnenverkehr zum Führen von Kleinbussen mit mehr als 17 Plätzen und einem Gesamtgewicht von maximal 3500 kg sowie zum Mitführen von Anhängern mit einem Gesamtgewicht von mehr als 750 kg an Kleinbussen berechtigt. |
| 107                           | Kategorie D: Regionaler Linienverkehr (Übergangsrecht) |
| 108                           | Kategorie B: Kennzeichen Arzt/Notfall bewilligt. Eintrag nur in AUFLA. |
| 109 (incl. Motor Home > 7,5t) | Kategorie C1, C1E: Zum Führen von Wohnmotorwagen und Feuerwehrmotorwagen mit mehr als 7,5 t berechtigt (Übergangsrecht) Eintrag unter Ziffer 12 im Ausweis. |
| 110                           | Zum Führen von Trolleybussen berechtigt. Eintrag nur in AUFLA. |
| 111                           | Kategorie C, C1, D, D1 oder Bewilligung berufsm. Personentransport: (Kategorie B oder Eintrag in AUFLA). Der ausländische Führerausweis muss mitgeführt werden. Eine allfällige Befristung der Fahrberechtigungen kann unter Ziffer 11 eingetragen werden. Wird unter anderem für den Grenzgänger-Führerausweis verwendet. |
| 118                           | Nur Kategorie C1: - Angehörige Feuerwehr: Berechtigt zum Führen von Feuerwehrmotorwagen mit einem Gesamtgewicht von mehr als 7500 kg und unabhängig von der Platzzahl. - Angehörige Polizei: Berechtigt zum Führen von Polizeifahrzeugen mit einem Gesamtgewicht von mehr als 7500 kg und unabhängig von der Platzzahl. - Angehörige Rettungsdienst: Berechtigt zum Führen von Einsatzfahrzeugen eines Rettungsdienstes mit einem Gesamtgewicht von mehr als 7500 kg und unabhängig von der Platzzahl. - Angehörige Zivilschutz: Berechtigt zum Führen von Zivilschutzfahrzeugen und von Fahrzeugen, die vom Zivilschutz requiriert wurden, mit einem Gesamtgewicht von mehr als 7500 kg und unabhängig von der Platzzahl. |
| G40                           | Spezialkategorie G: Landwirtschaftstraktoren mit einer Höchstgeschwindigkeit bis 40 km/h und landwirtschaftliche Ausnahmefahrzeuge. Ist unter Ziffer 12 einzutragen. |

### Codes für Fahrlehrer im FAK
| Code | Bedeutung                                           |
| ---- | --------------------------------------------------- |
| 201  | Fahrlehrer Kategorie B                              |
| 202  | Fahrlehrer Kategorie C                              |
| 204  | Fahrlehrer Kategorie A                              |
| 210  | Ausbilder für Lastwagenführer-Lehrlinge             |
| 211  | Ausbilder für Gehörlose / Behinderte Fahrzeugführer |

## Militär-Kategorien in der Schweiz
Im Militär erworbene Fahrqualifikationen sind auch im zivilen Strassenverkehr gültig. Auf dem Führerschein sind die Zusatzqualifikationen (gepanzerte Radfahrzeuge etc.) mit einem Zahlencode vermerkt, etwa 920, 931E, 961 etc.
Das Strassenverkehrsamt sowie das Bundesamt für Strassen führt eine Liste der Abkürzungen.

## Ausgestaltung des Führerausweises
Ab 14. April 2023 wurde der CH-Führerausweis hinsichtlich des Designs grundlegend überarbeitet. Der Führerausweis ist wie der bisherige Führerausweis im Kreditkartenformat aus Plastik gefertigt. Er enthält wie der bisherige Führerausweis im Kreditkartenformat keine Wohnadresse.
Es wurden neue Sicherheitsmerkmale hinzugefügt (z. B. der QR-Code), die maschinenlesbare Zone wurde abgeschafft und die Anpassung des Führerausweises an die 3. EU-Führerscheinrichtlinie vorgenommen, sowie die Änderungen der OPERA-3 Reform berücksichtigt.

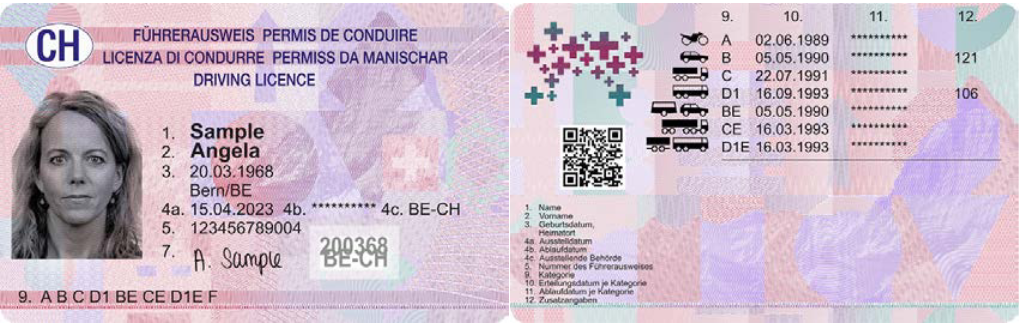
Neuer CH-Führerausweis ab 14. April 2023

Der Führerausweis enthält folgende Daten
- 1. Name des Inhabers
- 2. Vorname des Inhabers
- 3. Geburtsdatum und Heimatort (bei schweizerischen Staatsbürgern), bei Ausländern Heimatstaat des Inhabers (Zum Beispiel Deutschland)
- 4a. Ausstellungsdatum des Führerausweises (im Beispiel 15.04.2023)
- 4b. Ablaufdatum (im Regelfall bei Führerausweisen auf Probe sowie Grenzgängerführerausweisen)[10] bzw. bei unbefristeten Führerausweisen Sternchen (*)
- 4c. Ausstellende Behörde (Strassenverkehrsamt/Motorfahrzeugkontrolle)
- 5. Nummer des Führerausweises
- 6. Foto
- 7. Eigenhändige Signatur/Unterschrift des Inhabers
- 9. Kategorien der Fahrzeuge, zu welchen der Inhaber zum Führen berechtigt ist. Die schweizerischen, nationalen Spezialkategorien (F, G, M) werden in einer anderen Schriftart gedruckt als die harmonisierten Kategorien.
- 10. Erteilungsdatum (Prüfungsdatum) je Kategorie
- 11. Ablaufdatum bzw. bei unbefristeten Kategorien Sternchen (*)
- 12. Zusatzangaben/Beschränkungen (Bsp. Code 01.06 für Brille oder Kontaktlinsen), siehe Auflagen und Zusatzangaben

Der CH-Führerausweis entspricht grundsätzlich somit vom Aufbau her der 3. EU-Führerscheinrichtlinie sowie dem Anhang 6 des Wiener Übereinkommen über den Strassenverkehr von 1968.
Die Ausstellung des CH-Führerausweises richtet sich nach den "Weisungen betreffend die Ausstellung von Lernfahr- und Führerausweisen" der Bundesamt für Strassen (ASTRA).

## Ausgestaltung des Lernfahrausweises

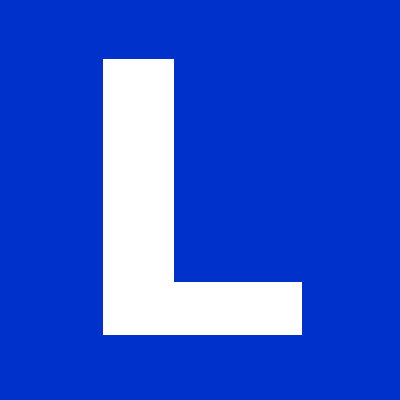
Blaues L, welches bei Lernfahrten am Motorfahrzeug angebracht sein muss.

Der Lernfahrausweis ist im Gegensatz zum ordentlichen Führerausweis nicht aus Plastik im Kreditkartenformat gefertigt, sondern aus weissen Papier. Zusammengeklappt hat der Ausweis das Format DIN A6.
Für die Ausfertigung des Lernfahrausweises werden folgende Unterlagen benötigt:
- ausgefülltes Gesuch um Erteilung eines Lernfahr- bzw. Führerausweises
- Sehtest bei einem anerkannten Schweizer Optiker oder Augenarzt. Der Sehtest ist zwei Jahre gültig.
- 30,00 CHF zur Begleichung der Gebühren

Der Lernfahrausweis enthält folgende Daten:
- Name, Vornamen und Wohnsitz des Inhabers (Der Lernfahrausweis enthält im Gegensatz zum Führerausweis im Kreditkartenformat die Wohnanschrift des Inhabers.)
- Geburtsdatum des Inhabers
- Heimatort, bei Ausländern Heimatstaat des Inhabers (Zum Beispiel Deutschland)
- Referenznummer (11-stellig) im Format 000.000.000.00
- Gültig bis/Ablaufdatum
- Gültig ab
- (Neuer Wohnsitz)
- Foto des Inhabers
- Unterschrift des Inhabers
- FABER-PIN
- Kategorien der Fahrzeuge, zu welchen der Inhaber zum Ausüben von Lernfahrten berechtigt ist. Beispielsweise "B Motorwagen und dreirädrige Motorfahrzeuge (höchstens 3500 kg Gesamtgewicht und 9 Sitzplätze)" oder "A1 Motorräder bis 125 ccm Hubraum + max. 11 kW; bis zum vollendeten 18. Altersjahr mit höchstens 50 ccm Hubraum
- Verfügungen der Behörde. Beispielsweise "Untersteht nicht dem Führerausweis auf Probe" oder "8 Std. Grundschulung". Hier kann auch die Bestätigung der Absolvierung der praktischen Grundschulung eingetragen werden durch die Fahrschule.
- Feld für "Zu neuer Prüfung zurückgewiesen"
- Feld für "Prüfung bestanden"

Zuerst erhält man die Zulassungsbestätigung zur Theorieprüfung, falls nötig. Danach bekommt man automatisch den befristeten Lernfahrausweis. Darüber hinaus muss bei Lernfahrten das blaue L angebracht werden.
Der CH-Lernfahrausweis muss im Ausland nicht anerkannt werden, da er nicht Anhang 6 der Wiener Strassenverkehrskonvention (1968) entspricht. Es wird deshalb empfohlen, Lernfahrten ausschliesslich im Inland durchzuführen.

### Zusatzangaben im Lernfahrausweis
| Code | Bedeutung                                         |
| ---- | ------------------------------------------------- |
| 112  | Lernfahrten nur mit Fahrlehrer oder Ausbilder     |
| 113  | Lernfahrten ohne Begleitperson bewilligt          |
| 114  | Gilt nur mit Bescheinigung über die Grundschulung |

## Verfahren Umschreibung ausländischer Führerausweis in einen CH-Führerausweis
Für die Umschreibung eines ausländischen Führerausweises in einen CH-Führerausweis müssen bestimmte Voraussetzungen gegeben sein:
1. Die Umtauschfrist beträgt zwölf Monate ab Einreisedatum; ab dann darf mit dem ausländischen Führerausweis in der Schweiz nicht mehr gefahren werden. Ausgenommen sind Personen, die berufsmäßig in der Schweiz Fahrzeuge der Kategorien C, C1, D und D1 führen wollen, und keinen von einem Mitgliedstaat der EU oder der EFTA ausgestellten Führerausweis besitzen. Diese benötigen den CH-Führerausweis der entsprechenden Kategorie vor Antritt der ersten berufsmäßigen Fahrt.[15]
2. Sehtest
3. Der ausländische Führerausweis muss noch gültig sein; ungültige Führerausweise werden nicht in einen CH-Führerausweis umgeschrieben.
4. Gegebenenfalls ist eine amtlich beglaubigte Übersetzung beizufügen, wenn der ausländische Führerausweis nicht in lateinischen Buchstaben abgefasst ist.
5. Das vorgeschriebene Mindestalter für die jeweilige Kategorie ist erreicht
6. Eine gegebenenfalls erforderliche Kontrollfahrt wurde erfolgreich absolviert

### Ohne Kontrollfahrt und Zusatztheorieprüfung
- Führerausweise der EU-Staaten
- Führerausweise der EWR-Staaten
- Führerausweise aus Grossbritannien

Führerausweise aus diesen Staaten werden an den Ausstellerstaat retourniert.
Folglich werden die oben genannte Führerausweise ohne Kontrollfahrt und Zusatztheorieprüfung umgeschrieben.

### Ohne Kontrollfahrt
- Andorra
- Australien
- Israel
- Japan
- Kanada
- Südkorea
- Marokko
- Monaco
- Neuseeland
- San Marino
- Singapur
- Taiwan
- Tunesien
- Vereinigte Staaten (USA)

Führerausweise aus Nicht-EU/EFTA Staaten (bis auf wenige Ausnahmen, siehe unten) werden mit einem Aufkleber "Not valid in Switzerland" versehen und an den Inhaber retourniert.
Folglich werden die oben genannten ausländischen Führerausweise ohne Kontrollfahrt umgeschrieben. Die Zusatztheorieprüfung muss trotzdem abgelegt werden (nur bei den Führerausweiskategorien C, C1, D, D1 und berufsmässiger Personentransport).

### Führerausweise aus diesen Ausstellerstaaten werden an den Ausstellerstaat retourniert
- Albanien
- Kosovo
- Montenegro
- Serbien
- Taiwan
- Türkei

Führerausweise von Inhabern mit Ausländerausweisen der Kategorien F, N oder S werden an das Staatssekretariat für Migration retourniert.

## Entzug des Führerausweises
Der Entzug des Führerausweises kann durch die Polizei am Tatort erfolgen, oder durch Anordnung des kantonalen Strassenverkehrsamtes.
Die Schweiz kennt Ausnahmen beim Entzug des Führerausweises. Stellt das Fahrzeug den Arbeitsplatz dar (was etwa bei Bus- und Taxifahrern gegeben ist), kann unter einer Ausnahmegenehmigung das Führen von Fahrzeugen weiterhin erlaubt werden, trotz einer entzogenen Fahrberechtigung. Der Arbeitsweg ist jedoch davon ausgenommen, da dieser rechtlich nicht als Arbeit gilt. Bei einem Mitarbeiter etwa, der lediglich Kundenbesuche durchführt oder im Firmenwagen Werkzeug zur Baustelle transportiert, ist diese Voraussetzung nicht gegeben.
Hat die Person einen schweizerischen Führerausweis und wurde die Fahrberechtigung im Ausland entzogen (Fahrverbot), so wird der Führerausweis auch in der Schweiz entzogen (Art. 16c Abs. 1 Buchstabe a. Strassenverkehrsgesetz (SVG)). Voraussetzung ist eine Mitteilung des betreffenden Staates an die Schweizer Behörden, und dass das Delikt nach Schweizer Recht eine mittelschwere (Definition vgl. Art. 16b SVG) oder schwere Widerhandlung (Definition vgl. Art. 16c SVG) gegen das Strassenverkehrsgesetz darstellt.
Beim Führerausweis auf Probe (Neulenker von Motorrädern und Autos, Führerausweiskategorien A und B) gelten verschärfte Bestimmungen (Art. 15a Abs. 1 SVG). Wird der Führerausweis innerhalb der dreijährigen Probezeit zum ersten Mal entzogen, wird die Probezeit um ein weiteres Jahr verlängert (Art. 15a Abs. 3 SVG). Beim zweiten Entzug in der Probezeit wird der Führerausweis annulliert, eine Wiedererlangung durch “Aussitzen” ist nicht möglich (Art. 15a Abs. 4 SVG). Der Autofahrer darf frühestens ein Jahr nach dem 2. Entzug die gesamte Fahrerausbildung neu beginnen, von der Beantragung eines Lernfahrausweises bis zur praktischen Fahrprüfung. Voraussetzung dafür ist ein positives verkehrspsychologisches Gutachten (Art. 15a Abs. 5 SVG).

## Blauer Führerausweis

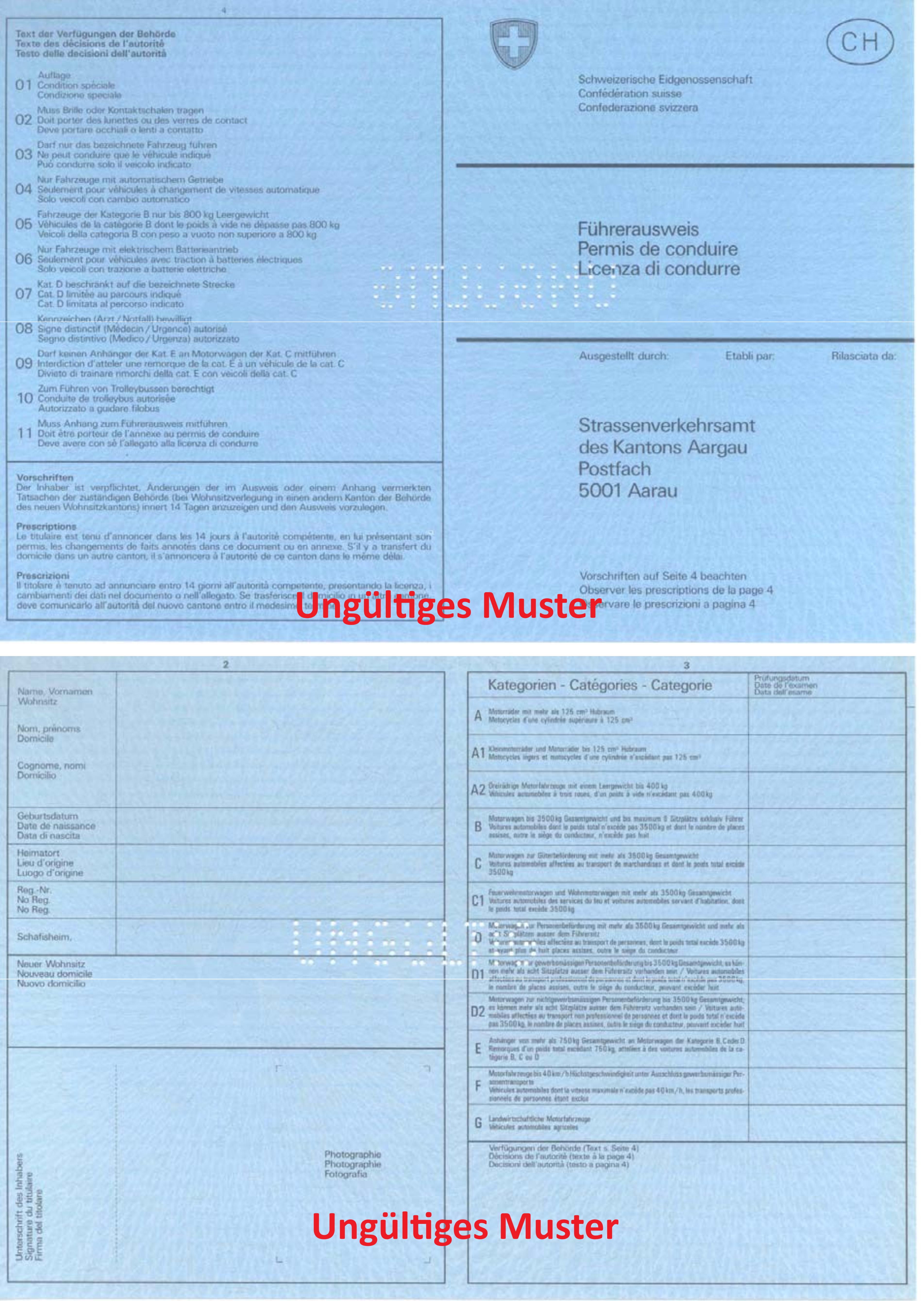
Blauer CH-Führerausweis

Nach Art. 151l, Abs. 6 Verkehrszulassungsverordnung (VZV) verlor der blaue Papierführerausweis am 31. Oktober 2024 seine Gültigkeit.
Seit dem 1. November 2024 ist nur noch der Führerausweis im Kreditkartenformat gültig. Bis dahin musste der blaue Führerausweis im Papierformat gegen jenen im Kreditkartenformat umgetauscht werden. Der blaue Führerausweis verlor die Wirkung als Legitimationsdokument, die Fahrberechtigung bleibt jedoch bestehen. Wer dennoch mit dem blauen Führerausweis weiterhin unterwegs ist, riskiert eine Ordnungsbusse i. H. v. 20,00 CHF („Nichtmitführen des Führerausweises“ (Art. 10 Abs. 4 SVG)).
Nicht vom Wechsel betroffen ist der blaue Schiffsführerausweis aus Papier, denn diesen gibt es gar nicht im Kreditkartenformat.

## Fähigkeitsausweis
Der Fähigkeitsausweis (bzw. auch Fahrerqualifizierungsnachweis oder Ausweis 95 genannt) besagt, dass der Inhaber die höheren Anforderungen beim Gütertransport und Personentransport der Kategorien C, C1, D, D1 und D1 (3,5 t; 106) erfüllt.
Er hat eine Gültigkeit von 5 Jahren. Für die Erneuerung des Fähigkeitsausweises müssen 5 Weiterbildungstage nachgewiesen werden.
Für private Fahrten wird kein Fähigkeitsausweis benötigt (Art. 3 Buchstabe a. CZV).
Ausländische Fähigkeitsausweise bzw. Fahrerqualifizierungsnachweise müssen nicht umgetauscht werden, sofern der Inhaber in einem EU/EFTA-Staat wohnhaft ist und von einem Unternehmen mit Sitz in der Schweiz beschäftigt wird.
Der schweizerische Fähigkeitsausweis entspricht der EU-Richtlinie 2022/2561 (Art. 9 Abs. 3 Buchstabe b. CZV).